# 밤은 짧아 걸어 아가씨야 (영화)
《밤은 짧아 걸어 아가씨야》(일본어: 夜は短し歩けよ乙女)는 2017년에 개봉한 일본의 영화이다.

## 캐스팅
- 호시노 겐 : 선배 역 (목소리)
- 하나자와 카나 : 검은 머리 아가씨 역 (목소리)
- 카미야 히로시 : 사무국장 역 (목소리)
- 아키야마 류지 : 빤스총반장 역 (목소리)
- 나카이 카즈야 : 히구치 역 (목소리)
- 카이다 유코 : 하누키 역 (목소리)
- 요시노 히로유키 : 헌책시장의 신 역 (목소리)
- 유우키 아오이 : 프린세스 달마 역 (목소리)
- 히야마 노부유키 : 조니 역 (목소리)